# Oskar Šarunić
Oskar Šarunić (1951. – Rijeka, 6. lipnja 2017.), hrvatski novinar, snimatelj i fotograf

## Životopis
Svojom je kamerom bilježio mnoge događaje u Zagrebu i cijeloj Hrvatskoj. Pratio je sva zbivanja od kulture do športa, ali je dokumentirao i mnoga braniteljska događanja, godišnjice, obilježavanja. Najpoznatiji je bio po tome što je svojom kamerom i fotoaparatom pratio skoro svako braniteljsko događanje. Hrvatskim ratnim veteranima često je bio na usluzi i nikad im nije naplaćivao usluge. Osim kao fotograf, pisao je komentare na temu dnevne politike iz kojih se iščitavalo domoljublje. 
Šarunić je ostavio na internetu na tisuće svojih fotografija i na stotine video uradaka. Predanim radom stvorio je izuzetno veliku i vrlo vrijednu zbirku materijala, kronološke zapise Domovinskog rata i poratnih događanja pa sve do današnjih dana. Zabilježio je sve ono što s ponosom govori o hrvatskom nacionalnom identitetu i hrvatskim tradicijskim vrijednostima, a što glavnostrujaški mediji nisu htjeli snimati zbog ideološke cenzure.
Umro je u Rijeci.

## Vanjske poveznice
- Oskar Šarunić o Ljubici Štefan  Arhivirana inačica izvorne stranice od 29. prosinca 2014. (Wayback Machine)
- Oskar Šarunić: Četvrta obljetnica smrti Ljubice Štefan  Arhivirana inačica izvorne stranice od 29. rujna 2007. (Wayback Machine)
- YouTube